# 日見バイパス
日見バイパス（ひみバイパス）は、長崎県長崎市を通る国道34号のバイパスである。

## 概要
慢性的な渋滞に悩まされていた日見トンネル経由の混雑解消を目的に1976年に事業化し、2001年12月に全線開通した。全線の4車線化を目指し、2021年2月20日に新日見トンネルの下り線が開通、同年3月20日にはすべての4車線化工事が完了した。

### 路線データ
- 起点：長崎市田中町（切通交差点、国道251号交点）
- 終点：長崎市馬町（馬町交差点、長崎県道235号昭和馬町線終点）
- 総延長：7.1 km
- 幅員：35 m（4車線）

## 歴史
- 1976年（昭和51年） - 事業化。
- 2001年（平成13年）12月 - 暫定2車線にて全線開通。
- 2021年（令和3年）
  - 2月20日 - 新日見トンネルの下り線が開通。なお当初は開通予定時刻を15時としていたが、新型コロナウイルス感染症（COVID-19）の流行を受けて開通式典を中止したことから、11時に繰り上げられた[1]。
  - 3月20日 - すべての4車線化工事が完了[2][3]。

## 路線状況

### 重複区間
- 国道57号・国道251号（長崎市田中町・切通交差点 - 長崎市馬町・馬町交差点）

### 道路施設

#### トンネル
起点から
- 新日見トンネル（下り線）：延長1,032 m[3]、2021年（令和3年）竣工、長崎市
- 新日見トンネル（上り線）：延長1,055 m、1994年（平成6年）竣工、長崎市
- 本河内トンネル（下り線）：延長254 m、2004年（平成16年）竣工、長崎市
- 本河内トンネル（上り線）：延長329 m、1999年（平成11年）竣工、長崎市

## 地理

### 通過する自治体
- 長崎市

### 交差する道路
| 交差する道路                                             | 交差する場所 | 交差する場所           | 鳥栖から (km) |
| -------------------------------------------------------- | ------------ | ---------------------- | ------------- |
| 国道34号 武雄方面                                        |              |                        |               |
| 国道34号 国道251号                                       | 田中町       | 切通交差点 / 起点      | 127.8         |
| 長崎県道34号野母崎宿線                                   | 宿町         | 網場入口交差点         | 128.1         |
| 長崎県道116号長崎芒塚インター線                          | 芒塚町       | 日見バイパス東口交差点 | 130           |
| 長崎県道116号長崎芒塚インター線                          | 本河内町     | 日見バイパス西口交差点 | 133.7         |
| 国道34号 長崎県道235号昭和馬町線 / 西山通り 公会堂前通り | 馬町         | 馬町交差点 / 終点      | 135.5         |
| 国道34号 長崎市街方面                                    |              |                        |               |

### 沿線
- 長崎市立桜馬場中学校
- 長崎市立伊良林小学校
- 長崎電気軌道
  - 蛍茶屋停留場 - 新中川町停留場 - 新大工町停留場 - 諏訪神社停留場